# Port lotniczy Cloncurry
Port lotniczy Cloncurry (IATA: CNJ, ICAO: YCCY) – port lotniczy położony w Cloncurry, w stanie Queensland, w Australii.